# Festival international du film de Mar del Plata 2022
Le Festival international du film de Mar del Plata 2022, 37e édition du festival, se déroule du 3 au 13 novembre 2022.

## Déroulement et faits marquants
Le 13 novembre 2022, le palmarès est dévoilé : le film brésilien Saudade fez morada aqui dentro de Haroldo Borges remporte l'Astor d'or du meilleur film. L'Astor du meilleur réalisateur est remis à Ana García Blaya pour La uruguaya.

## Jury

### Compétition internationale
- Dolores Fonzi, actrice argentine
- Alexandre Koberidze, réalisateur géorgien
- Alberto Lechuga, journaliste espagnol
- Inge Stache, développeuse de programmes culturels allemands
- Joe Swanberg, réalisateur américain

## Sélection

### En compétition internationale
- Tres hermanos de Francisco J. Paparella  Argentine  Chili
- Réduit de Leon Schwitter  Suisse
- El rostro de la medusa de Melisa Liebenthal  Argentine
- So Much Tenderness de Lina Rodriguez  Canada
- Los de abajo de Alejandro Quiroga  Bolivie
- Lobo e Cão de Cláudia Varejão  Portugal
- La uruguaya de Ana García Blaya  Argentine  Uruguay
- Saudade fez morada aqui dentro de Haroldo Borges  Brésil
- There There de Andrew Bujalski  États-Unis
- Cambio cambio de Lautaro García Candela  Argentine
- O trio em mi bemol de Rita Azevedo Gomes  Portugal
- How to Blow Up a Pipeline de Daniel Goldhaber  États-Unis

### En compétition latino-américaine
- El visitante de Martín Boulocq  Bolivie  Uruguay
- Huesera de Michelle Garza Cervera  Mexique  Pérou
- Trenque Lauquen de Laura Citarella  Argentine
- Mato seco em chamas de Joana Pimenta et Adirley Queirós  Brésil  Portugal
- Anhell69 de Theo Montoya  Colombie
- Tengo sueños eléctricos de Valentina Maurel  Costa Rica
- Amigas en un camino de campo de Santiago Loza  Argentine
- ERRANTE. La conquista del hogar de Adriana Lestido  Argentine
- Tinnitus de Gregorio Graziosi  Brésil
- Notas para una película de Ignacio Agüero  Chili

## Palmarès

### En compétition internationale
- Astor d'or du meilleur film : Saudade fez morada aqui dentro de Haroldo Borges
- Prix spécial du jury : Tres hermanos de Francisco J. Paparella
- Astor du meilleur réalisateur :  Ana García Blaya pour La uruguaya
- Astor de la meilleure interprétation : Sonia Parada pour Los de abajo
- Astor du meilleur scénario : Andrew Bujalski pour There There
- Mention spéciale : Cambio cambio de Lautaro García Candela

### En compétition latino-américaine
- Meilleur film  : Trenque Lauquen de Laura Citarella
- Prix spécial du jury : Mato seco em chamas de Joana Pimenta et Adirley Queirós
- Mention spéciale : Anhell69 de Theo Montoya